# Petulia Basettoni
Petulia Basettoni è un personaggio disneyano, moglie del commissario Adamo Basettoni, creato dallo sceneggiatore Giorgio Pezzin e dal disegnatore Romano Scarpa.

## Storia
Il personaggio fa la sua prima apparizione nella storia del 1996 Basettoni e la dieta da fame, pubblicata su Topolino numero 2109.
Nella storia Trudy, Petulia e la sfida all'ultimo crimine pubblicata su Topolino numero 2395, diventa amica di Trudy, compagna di Gambadilegno, visto che il "lavoro" dei rispettivi compagni rende spesso impossibile per le due donne riuscire a passare una serata romantica.